# Heyking (Adelsgeschlecht)

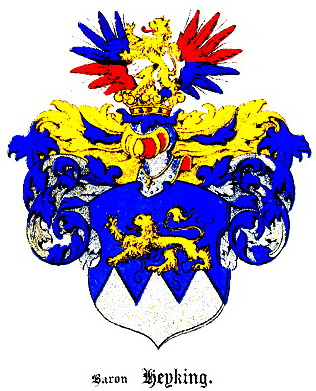
Wappen derer von Heyking

Heyking ist der Name eines baltischen, später auch polnischen Adelsgeschlecht, das von dem zum bergisch-jülichschen Uradel gehörenden Geschlecht der Herren von Hucking abstammt. Gegen Ende des 15. Jahrhunderts siedelte eine Linie der Herren von Hucking in das Baltikum über, nahm ein neues Wappen an und führt bis in die heutige Zeit den Namen Heyking.

## Geschichte
Die Herren von Hucking (auch: Hoeckinck von Mülfort), später nach dem Besitz im historischen Kreis Gemünd von Buir genannt, traten mit dem Ritter Conradus dictus Hukinc am 10. August 1303 erstmals urkundlich auf. Die urkundlich gesicherte Stammreihe des Zweiges Heyking beginnt mit Johann Heyking um 1400. Seine Linie tritt zwischen 1490 und 1500 mit Wilhelm Heyking in Kurland auf, wo sich seine Nachkommen als aus Jülich und aus dem Hause Buir stammend bezeichneten. Gotthard Hoiking (auch Gotthard Heucking), Besitzer des Ritterguts Terpentin in Kurland, wurde am 17. Oktober 1620 bei der Ersten Klasse der Kurländischen Ritterschaft immatrikuliert. Vom 13. September 1633 datiert eine Vollmacht, die er Anton Freyaltenhoven gegeben hatte, um seine Ansprüche auf das Erbe eines in Jülich verstorbenen Heucking aus dem Hause Buir zu vertreten.
Das Gesamtgeschlecht Heyking erhielt durch Senatsukase vom 21. September 1853 bzw. 3. April 1862 die russische Anerkennung der Berechtigung zur Führung des Baronstitels.
Friedrich Alfred Baron von Heyking war seit 1859 Landesbevollmächtigter von Kurland. Sein Sohn Edmund Friedrich Gustav von Heyking (* 1850; † 1915) studierte Rechtswissenschaft und Volkswirtschaftslehre an der Ruprecht-Karls-Universität Heidelberg. 1874 wurde er von der Regierung von Zar Alexander II. in Sankt Petersburg im Ministerium eingestellt, 1876 nach Philadelphia entsandt. 1878 war er Redaktionsleiter in Riga. 1881 promovierte er in Berlin und heiratete 1884 Elisabeth von Flemming (* 1861; † 1925), die unter dem Ehenamen von Heyking als Schriftstellerin bekannt wurde. Edmund von Heyking wurde wenige Jahre später als Gesandter des Deutschen Reichs nach Peking entsandt. Die beiden Söhne des Ehepaares, Alfred und Günther, fielen 1917 im Ersten Weltkrieg in Flandern.
Ernst von Heyking (* 1862; † 1940), geboren im westpreußischen Neuenburg, war von 1899 bis 1907 Landrat des Kreises Pleß, 1903 bis 1908 war er auch Mitglied des Preußischen Abgeordnetenhauses für den Regierungsbezirk Oppeln. Von 1908 bis 1911 bekleidete er das Amt des Polizeipräsidenten und von 1911 bis 1918 das des Landeshauptmannes in der preußischen Provinz Posen sowie später in der Provinz Grenzmark Posen-Westpreußen.
Der 1894 in Rastenburg geborene Rüdiger von Heyking war von September 1942 bis November 1943 Kommandeur der 6. Luftwaffen-Felddivision. Seit 1943 Generalleutnant, war er ab Mai 1944 Kommandeur der 6. Fallschirmjäger-Division und wurde im September desselben Jahres gefangen genommen. Ende 1955 wurde er aus sowjetischer Kriegsgefangenschaft entlassen und starb wenige Wochen darauf 1956 in Bad Godesberg.

## Wappen
Nach der Einwanderung in Kurland nahm die Familie ein neues Wappen an, das ähnlich dem der baltischen von Stromberg ist: Im Spitzenschnitt von Blau und Silber (erniedrigt) geteilt, darin oben ein rechtshin schreitender goldener Löwe; auf dem Helm mit blau-silbernen Decken ein goldener Löwe wachsend zwischen offenem blauen Fluge. Auf historischen Darstellungen sind die Decken auch oben blau-golden und unten blau-silbern oder rechts blau-golden, links blau-silbern; der Helmzierlöwe kommt auch in ganzer Figur vor und der Flug auch blau-rot oder rot-blau über Eck geteilt (geviert).
Das Wappen derer von Stromberg zeigt über silbernem Schildfuß, darin zwei blaue Wellenbalken (Ströme), einen auf vier spitzen roten Bergen rechtshin schreitenden roten Löwen auf silbernem Grund; auf dem Helm mit rot-silbernen Decken ein offener, rechts roter, links blauer Flug.

## Bekannte Namensträger
- Edmund von Heyking (* 1850; † 1915), deutscher Diplomat
- Elisabeth von Heyking geborene von Flemming (* 1861; † 1925), deutsche Schriftstellerin und Malerin
- Ernst von Heyking (* 1862; † 1940), Landeshauptmann der Provinz Posen und Mitglied des preußischen Abgeordnetenhauses
- Karl Heinrich von Heyking (* 22. Juli 1751; † 18. Oktober 1809), Diplomat und Schriftsteller[4]
- Rüdiger von Heyking (* 1894; † 1956), deutscher General
- Ulrich von Heyking (* 11. Juni 1718; † 10. März 1790), preußischer Generalmajor
- Ulrich Lebrecht von Heyking (* 12. August 1745; † 15. November 1809), preußischer Generalmajor